# Claudiu-Lucian Pop
Claudiu-Lucian Pop (* 22. Juli 1972 in Pișcolt, Kreis Satu Mare) ist ein rumänischer griechisch-katholischer Geistlicher und Bischof von Cluj-Gherla.

## Leben
Claudiu-Lucian Pop besuchte die Schule in Jibou und begann 1990 zunächst ein Chemiestudium an der Universität Bukarest. Ab 1991 studierte er Philosophie an der Päpstlichen Universität Urbaniana in Rom und Katholische Theologie an der Päpstlichen Universität Gregoriana. In dieser Zeit war er Alumne des Päpstlichen Rumänischen Kollegs „Pio Romeno“. Pop empfing am 23. Juli 1995 durch den rumänisch griechisch-katholischen Bischof von Oradea Mare, Vasile Hossu, das Sakrament der Priesterweihe. 1998 erwarb er an der Päpstlichen Universität Gregoriana ein Lizenziat im Fach Spirituelle Theologie.
Nach der Priesterweihe wirkte Claudiu-Lucian Pop zunächst als Seelsorger in der rumänisch griechisch-katholischen Pfarrei San Salvatore delle Coppelle in Rom. Von 1999 bis 2002 war Pop als Pfarrvikar und anschließend als Pfarrer der rumänisch griechisch-katholischen Gemeinde in Paris tätig. 2006 wurde er an der Päpstlichen Universität Gregoriana bei Mihály Szentmartoni SJ mit der Arbeit La missione Greco-Cattolica Romena di Parigi – diversità e universalità di fede („Die rumänisch griechisch-katholische Mission in Paris – Vielfalt und Universalität des Glaubens“) im Fach Spirituelle Theologie promoviert. Ab 2007 war Pop Rektor des Päpstlichen Rumänischen Kollegs „Pio Romeno“ in Rom und Direktor der wissenschaftlichen Buchreihe Quaderni del Pio Romeno.
Am 21. November 2011 bestätigte Papst Benedikt XVI. die durch die Synode der rumänisch griechisch-katholischen Bischöfe erfolgte Wahl Pops zum Kurienbischof in Făgăraș und Alba Iulia und ernannte ihn zum Titularbischof von Mariamme. Der Präfekt der Kongregation für die orientalischen Kirchen, Leonardo Kardinal Sandri, spendete ihm am 8. Dezember desselben Jahres in der Kirche San Carlo ai Catinari in Rom die Bischofsweihe; Mitkonsekratoren waren der Bischof von Lugoj, Alexandru Mesian, und der Bischof von Oradea Mare, Virgil Bercea.
Claudiu-Lucian Pop wurde am 14. April 2021 Bischof von Cluj-Gherla. Die Amtseinführung fand am 24. April desselben Jahres statt.
In der Rumänischen Bischofskonferenz ist Claudiu-Lucian Pop Präsident der Kommissionen für Ökologie und für die sozialen Kommunikationsmittel.